# درة البحرين
درة البحرين هي أكبر جزيرة اصطناعية في البحرين بعد جزر أمواج. يتألف المشروع الذي تبلغ تكلفته 6 مليارات دولار أمريكي (2.268 مليار دينار بحريني) من 15 جزيرة اصطناعية كبيرة تغطي مساحة أكثر من 20 مليون متر مربع ومن المتوقع الانتهاء في منتصف عام 2015. وستضم ست جزر مرجانية وخمس جزر على شكل سمكة وجزيرتين على شكل هلال.
يشمل مخطط الجزر النهائي فنادق خمس نجوم و ملعب غولف من 18 حفرة و 12 جسر ومارينا. سوف يمتد المارينا على ثلاث جزر وسوف يغطي مساحة حوالي 700 ألف متر مربع بتكلفة حوالي 1.3 مليار دولار أمريكي (491 مليون دينار بحريني).
المارينا مشروع مشترك بين درة خليج البحرين وشركة التعمير إحدى شركات التطوير الرائدة في منطقة دول مجلس التعاون لدول الخليج العربية. تطوير المارينا هو الأول من نوعه وحجمه في الشرق الأوسط.
توقف العمل في المشروع في فبراير 2008 بسبب إضراب أكثر من 1300 عامل بسبب نزاع حول الأجور مطالبين برواتب أفضل والشكوى من سوء الأحوال المعيشية انتهى الإضراب بعد فترة قصيرة.

## معرض صور

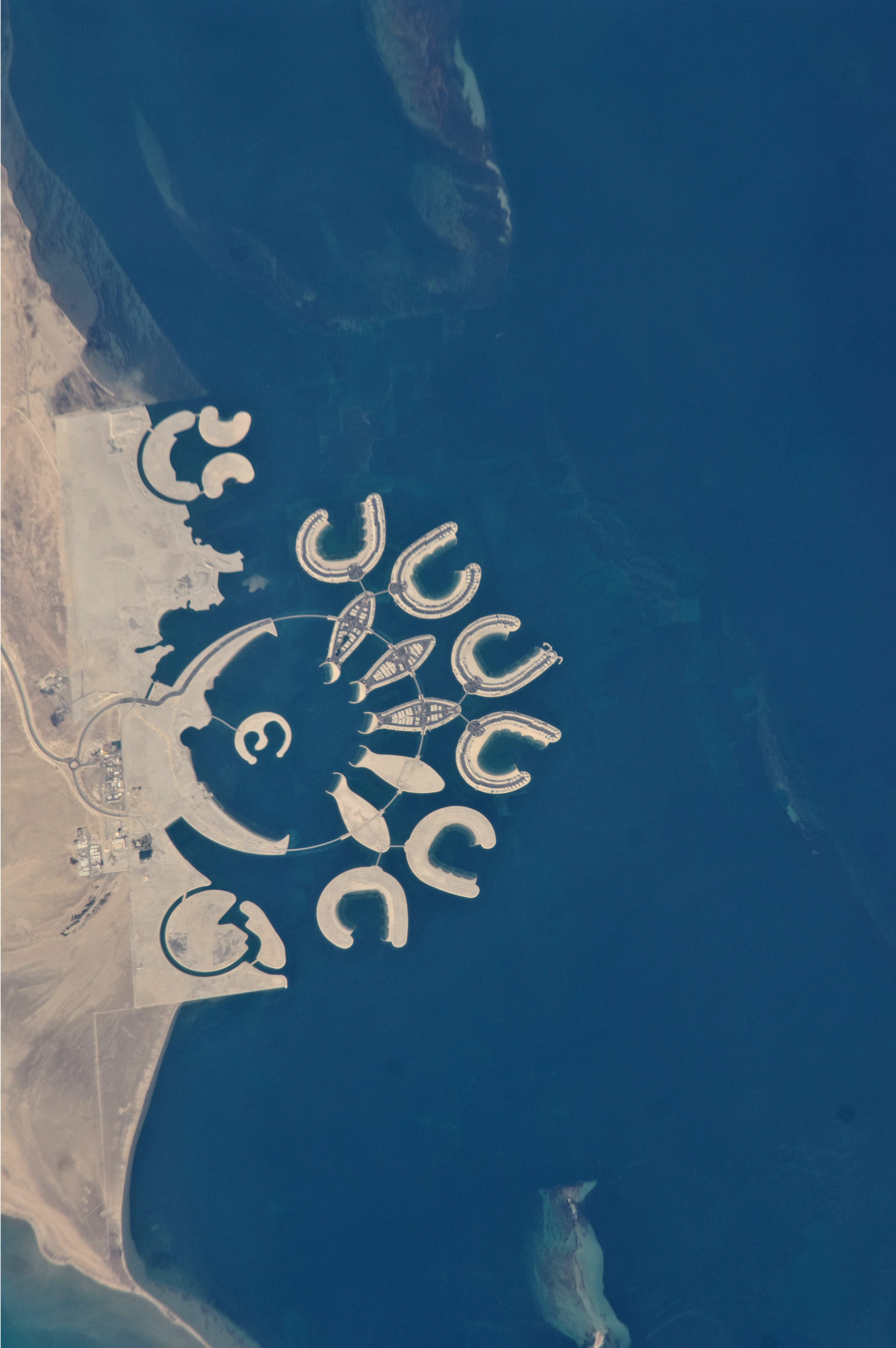
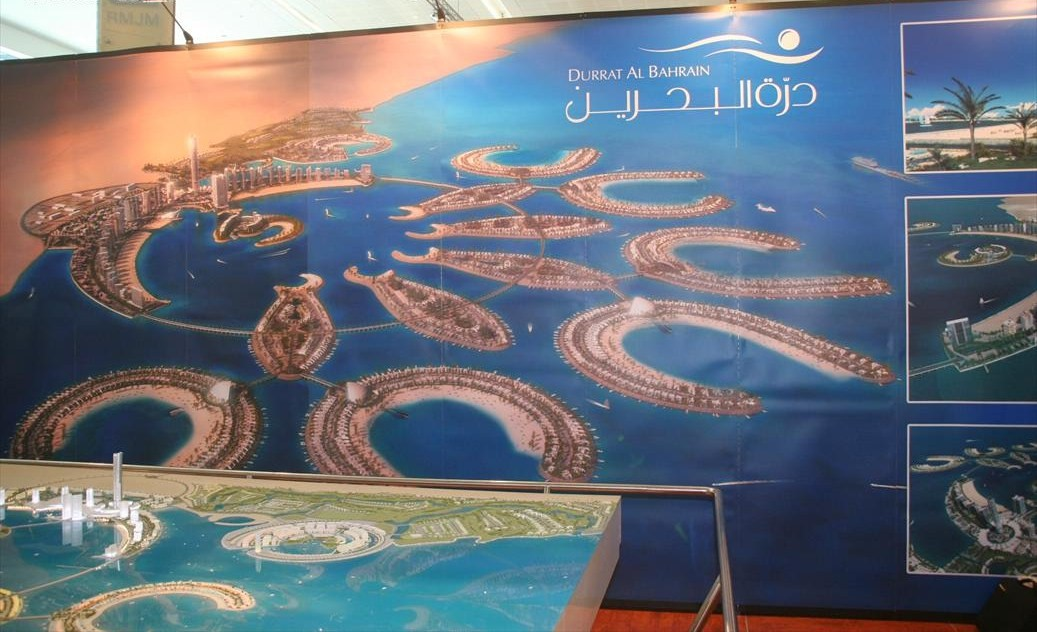
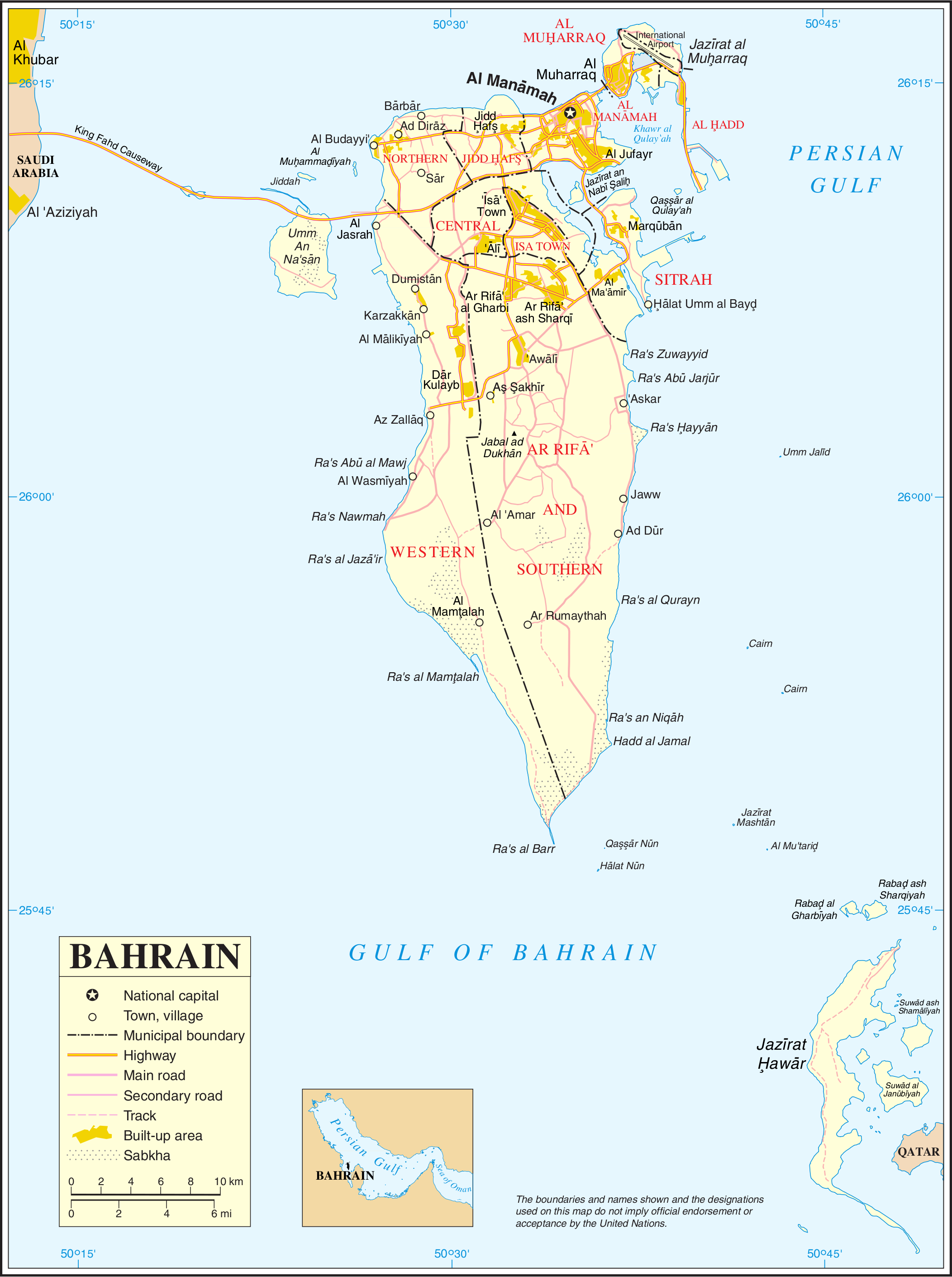